# Stillwater, Pennsylvania
Stillwater là một thị trấn thuộc quận Columbia, tiểu bang Pennsylvania, Hoa Kỳ. Năm 2010, dân số của thị trấn này là 209 người.